# کفتار (فیلم ۲۰۲۳)
کفتار (انگلیسی: Hyena) (به هندی: Lakadbaggha) فیلم هندی اکشن دلهره‌آور هندی-زبان، محصول سال ۲۰۲۳ است که فیلمنامه‌نویس آن آلوک شرما بود و کارگردانی آن را ویکتور موخرجی بر عهده داشت، این فیلم توسط شرکت فرست ری فیلمز ساخته شد. بازیگران اصلی آنشومان جیها، ریدهی دوگرا، پارش پاهوجا و میلیند سمان هستند.
در روز ۲۱ دسامبر ۲۰۲۲، فیلم کفتار نخستین نمایش جهانی خود را در جشنواره بین‌المللی فیلم کلکته به نمایش گذاشت و در روز ۲۸ دسامبر ۲۰۲۲، نخستین نمایش بین‌المللی خود را در جشنواره بین‌المللی فیلم جنوب آسیا اچ‌بی‌اُ (HBO)، نیویورک انجام داد.